# (468321) 2016 CD83
(468321) 2016 CD83 es un asteroide perteneciente al cinturón de asteroides, descubierto el 10 de noviembre de 2004 por el equipo Spacewatch desde el Observatorio Nacional de Kitt Peak (Arizona, Estados Unidos).